# المدرسة المعمدانية في عجلون
المدرسة المعمدانية هي مدرسة خاصة مختلطة مقرها في عجلون، الأردن. تأسست عام 1952 متكونة المدرسة كن عد متساوي من الطلاب المسيحيين والمسلمين. المدرسة يمكن أن تستوعب ما يصل إلى 452 طالبا، وهي من أقدم مدرستين معمدانتين تقعان في الأردن.